# Квелія
Квелія (Anaplectes) — рід горобцеподібних птахів родини ткачикових (Ploceidae). Містить три види. Поширені у саванах Африки.

## Види
- Квелія кардиналова (Quelea cardinalis)
- Квелія червоноголова (Quelea erythrops)
- Квелія червонодзьоба (Quelea quelea)